# Vestido de novia de Wallis Simpson
Para su boda con Eduardo, duque de Windsor el 3 de junio de 1937 en el Château Candé, cerca de Tours, Francia la divorciada Wallis, duquesa de Windsor (entonces conocida como Wallis Warfield) lució un vestido azul claro de manga larga y talle ceñido y abotonado creado por Mainbocher. El color fue descrito como "azul Wallis" según se dice porque combinaba con el color de sus ojos. El sombrero halo a juego de paja teñido de azul claro, de Caroline Reboux, sostenía el velo corto de tul azul pálido, mientras los guantes eran del mismo crepé de seda azul que el vestido. Su sencillez elegante contrastaba con los ostentosos vestidos de novia que solían lucir las miembros de las casas reales por entonces.
Amiga y clienta de Elsa Schiaparelli y Christian Dior, Wallis siempre destacó por su elegancia y estilo a la moda, sirviendo como musa y posando para revistas especializadas como Vogue. En 1950, Wallis presentó el vestido al Museo Metropolitano de Arte, cuando ya era considerado uno de los atuendos más fotografiados y copiados. Es considerado uno de los vestidos de novia más famosos del siglo XX.